# Cyclotomisch veld
In de algebraïsche getaltheorie, een deelgebied van de wiskunde, is een cyclotomisch veld (Belgische term) of cyclotomisch lichaam (Nederlandse term)  een getallenlichaam dat wordt verkregen door een complexe primitieve eenheidswortel toe te voegen aan  het lichaam/veld {\displaystyle \mathbb {Q} } van de rationale getallen. De naam, van Oudgrieks: κύκλος (kuklos), cirkel en τομή (tomḗ), snijden, snede, verwijst naar de verdeling van de eenheidscirkel door de eenheidswortels.

## Definitie
Zij {\displaystyle n} een natuurlijk getal groter dan 2. Het {\displaystyle n}-de cyclotomische lichaam/veld {\displaystyle \mathbb {Q} (\zeta _{n})} wordt verkregen door een primitieve {\displaystyle n}-de eenheidswortel {\displaystyle \zeta _{n}} aan de rationale getallen toe te voegen. Een {\displaystyle n}-de eenheidswortel heet primitief als alle andere complexe {\displaystyle n}-de eenheidswortels er (natuurlijke) machten van zijn.

## Uitbreidingsgraad
Als {\displaystyle p} een priemgetal is, volgt uit het criterium van Eisenstein dat {\displaystyle \mathbb {Q} (\zeta _{p})} een uitbreiding van graad {\displaystyle p-1} is over de rationale getallen. Algemener geldt dat voor willekeurige {\displaystyle n>2} de graad van de uitbreiding gelijk is aan de euler-indicator van {\displaystyle n}.

### Voorbeeld
Door aan de rationale getallen de imaginaire eenheid {\displaystyle i} toe te voegen (een primitieve vierdemachtswortel van 1) ontstaat het lichaam/veld {\displaystyle \mathbb {Q} (i)}. De graad van de uitbreiding is {\displaystyle \varphi (4)=2}. Dit is ook gemakkelijk rechtstreeks vast te stellen doordat de polynoom {\displaystyle x^{2}+1} irreducibel is.

## Historisch belang
De cyclotomische lichamen/velden hebben een cruciale rol gespeeld in de ontwikkeling van de abstracte algebra en de getaltheorie, vanwege hun relatie met de laatste stelling van Fermat. Bij zijn uitvoerige onderzoek naar het rekenen in cyclotomische lichamen/velden (voor een priemgetal {\displaystyle n}) - of om preciezer te zijn, vanwege het falen van het uniek factorisatiedomein in hun ring van de gehele getallen - kwam Ernst Kummer ertoe het concept van een ideaal getal te introduceren en zijn bekende kummer-congruentie te bewijzen.